# Andreas Stauff
Andreas Stauff (Frechen, 22 januari 1987) is een Duits voormalig wielrenner. Van 2010 tot 2011 lag Stauff onder contract bij Quick Step.

## Belangrijkste overwinningen
2009
- 3e etappe Ronde van Thüringen (U23)
- 4e etappe Ronde van Thüringen (U23)
- 7e etappe Ronde van de Toekomst

## Resultaten in voornaamste wedstrijden
| Jaar | Ronde van Italië | Ronde van Frankrijk | Ronde van Spanje |
| ---- | ---------------- | ------------------- | ---------------- |
| 2010 |                  |                     | 143e             |
| 2011 |                  |                     |                  |
| 2012 |                  |                     |                  |
| 2013 |                  |                     |                  |
| 2014 |                  |                     |                  |
| 2015 |                  |                     |                  |

| Jaar | Milaan-San Remo | Gent-Wevelgem | Ronde van Vlaanderen | Parijs-Roubaix | Luik-Bast.‑Luik | Parijs-Tours |  | Wereldranglijsten |
| ---- | --------------- | ------------- | -------------------- | -------------- | --------------- | ------------ |  | ----------------- |
| 2010 |                 |               |                      |                |                 | 132e         |  | 248e (UWK)        |
| 2011 |                 | 136e          | 134e                 | opgave         |                 |              |  |                   |
| 2012 |                 |               |                      |                |                 |              |  |                   |
| 2013 | 128e            |               |                      |                |                 |              |  |                   |
| 2014 |                 | 148e          | opgave               |                |                 | 63e          |  |                   |
| 2015 |                 |               | opgave               | opgave         | opgave          |              |  |                   |

## Ploegen
- 2006- Team Wiesenhof - AKUD (stagiair)
- 2007- AKUD Rose
- 2008- Milram Continental Team
- 2009- Continental Team FC Rheinland-Pfalz/Saar Mainz (tot 30/06)
- 2009- Team Kuota-Indeland (vanaf 01/07)
- 2010- Team Kuota-Indeland (tot 31/01)
- 2010- Quick Step (vanaf 01/02)
- 2011- Quick Step
- 2012- Team Eddy Merckx-Indeland
- 2013- MTN-Qhubeka
- 2014- MTN-Qhubeka
- 2015- MTN-Qhubeka